# 八幡町 (沼津市)
八幡町（はちまんちょう）は、静岡県沼津市に存在する町丁である。丁番を持たない単独町名である。

## 地理
八幡町は、沼津市の中心である沼津駅南口から南西方向に少し移動した場所に位置する。同市の第一地区に含まれる町丁である。周辺は北で西条町や添地町、北東で大手町、東で町方町、南で大門町や末広町、西で真砂町と同市の他の町丁と接している
。

## 世帯数と人口
2018年（平成30年）4月1日現在の世帯数と人口は以下の通りである。
| 町丁   | 世帯数  | 人口  |
| ------ | ------- | ----- |
| 八幡町 | 176世帯 | 323人 |

## 小・中学校の学区
市立小・中学校に通う場合、学区は以下の通りとなる。
| 番・番地等 | 小学校             | 中学校             |
| ---------- | ------------------ | ------------------ |
| 全域       | 沼津市立第一小学校 | 沼津市立第一中学校 |

## 交通
- 道路については国道や静岡県道は当町内には通っていない（当町外の近くの県道としては北側を通る静岡県道380号富士清水線など）。一般道路としては当町内を南北に貫く道路が、380号など周辺の各県道と交差や連絡をしている。なお、その道路上に存在する第1小前交差点が、当町内で唯一の信号所である。
- バス路線では、主に沼津駅発着の伊豆箱根バスや東海バスオレンジシャトルなどの一部が、上記の一般道路を経由している。
- 鉄道路線は、最寄りであるJR東海の沼津駅（東海道本線、御殿場線）までは当町から少し北東方向へ向かった場所に位置し、同駅までは上記のバス路線でも移動できる。

## 周辺
- 沼津市立第一小学校
- 沼津市役所保健センター

## その他

### 日本郵便
- 郵便番号 : 410-0881[3]（集配局：沼津郵便局[7]）。

### 警察
町内の警察の管轄区域は以下の通りである。
| 番・番地等 | 警察署     | 交番・駐在所 |
| ---------- | ---------- | ------------ |
| 全域       | 沼津警察署 | 本町交番     |